# 萨姆·麦金农
塞缪尔·麦金农（英語：Samuel Mackinnon，1976年8月25日—），澳大利亚前职业篮球运动员，职业生涯效力于国家篮球联赛（NBL）。他曾代表澳大利亚参加1996年夏季奥运会和2000年夏季奥运会男子篮球比赛。